# Querétaro otomi
Querétaro otomi är ett otomispråk som talas i centrala Mexiko. Dess närmaste släktspråk är mezquital otomi.. Språket har ungefär 51 000 talare.
Språket skrivs med latinska alfabetet.

## Fonologi

### Vokaler
|            | Främre | Central | Central | Bakre  |
| ---------- | ------ | ------- | ------- | ------ |
| Oral       | Främre | Nasal   |         | Bakre  |
| Sluten     | i      | ʉ       |         | u      |
| Halvsluten | e      | ɵ       |         | ɤ \| o |
| Halvöppen  | œ      | ɞ       |         |        |
| Öppen      |        | a       | ã       |        |

Källa:

### Konsonanter
|             |             | Labial | Dentalalveolar | Alveolar | Palatal | Velar  | Glottal |
| ----------- | ----------- | ------ | -------------- | -------- | ------- | ------ | ------- |
| Klusil      | Oasp.       | p \| b | t \| d         |          |         | k \| g | ʔ       |
| Klusil      | Asp.        |        | tʰ             |          |         |        |         |
| Frikativ    | Frikativ    | ɸ      |                | s \| z   | ʃ       |        | h       |
| Affrikat    | Affrikat    |        |                | ts       | ʧ       | x      |         |
| Nasal       | Nasal       | m      |                | n        | ɲ       |        |         |
| Tremulant   | Tremulant   |        |                | ɾ ~ r    |         |        |         |
| Lateral     | Lateral     |        |                | l        |         |        |         |
| Approximant | Approximant | w      |                |          | j       |        |         |

Källa: